# Neduba extincta
Neduba extincta là một loài côn trùng thuộc họ Tettigoniidae. Đây là loài đặc hữu của Hoa Kỳ.